# 杨隆寿
杨隆寿（1845年—1900年），原名全，字显庭，艺名双全，号隆寿，又号荣寿。安徽桐城人，清末京剧武生演员、剧作家。
杨隆寿出身于梨园世家，其父杨福源为昆曲名伶。自幼随父进京，先入双奎班学京剧武生，同治二年（1863年）出科，搭阜成班。同治三年（1864年），转搭嵩祝成班，杨隆寿扮相英俊，两眼有神；演技精湛，且昆乱不挡，长靠、短打皆精；演出以砌末、灯彩招揽观众，在京剧舞台上首倡彩头戏。早年即以演猴戏获盛誉，有“杨猴子”之称。同治十二年（1873年），入四喜班，为武生台柱演员。光绪八年（1882年）创办小荣椿科班，培养了“荣”、“椿”两科演员，后又创办了“小天仙”戏馆，言传身教以培养后学驰名，造就大批优秀演员，杨小楼、程继仙及富连成、叶春善、蔡荣贵、谭小培。光绪九年（1883年）为升平署“内廷供奉”，常出入皇宫为帝后演出。擅演《英雄义》、《四杰村》、《挑滑车》、《贾家楼》、《泗州城》等长靠、短打戏。中年后武功深厚，得谭鑫培推重。善演“水浒”戏，尤以《石秀探庄》、《翠屏山》、《蜈蚣岭》（《武松》）著称，有“活武松”、“活石秀”之誉。光绪二十六年（1900年）八国联军入京，杨隆寿受到很大刺激，不久病卒。杨隆寿通文墨，能编剧。小荣椿班所演《陈塘关》、《双心斗》及连台本戏《三侠五义》诸剧，都是他所撰写。